# 마이클 V. 폭스
마이클 V. 폭스(Michael V. Fox, 1940년 ~ )는 미국의 성서의 학자이다. 그는 위스콘신 대학교의 히브리어와 셈족학과의 홀스-반스콤 명예교수이다. 폭스는 성경지혜문학 분야에 관하여 최고의 권위있는 학자로 평가받는다. 한국에서 현창학 박사와 유선명 박사가 그의 제자이다.

## 생애
폭스는 히브리 유니언 칼리지에서 랍비로 안수받았다. 예루살렘 히브리어 대학에서 성서학과 이집트학을 공부하고 1972년에 박사 학위를 받았다. 그는 이스라엘에서 수년 동안 가르쳤으며 1977년에는 매디슨으로 이주하여 히브리어 및 셈족학과에서 가르쳤다. 1991년 히브리학과에서 막스와 프레다 와인스텐-바스콤 교수직 그리고 1999년 홀스-바스콤 히브리어 교수로서 그는 교수로 재직하였고, 2006년 이스라엘에서 안식년때 히브리 대학교의 조오지 모세 교환 교수로 가르쳤다.

## 작품

### 출판물
- Proverbs 1-9 (The Anchor Yale Bible Commentaries)
- Proverbs 10-31 (The Anchor Yale Bible Commentaries)
- Character and Ideology in the Book of Esther Second Edition with a New Postscript on A Decade of Esther Scholarship
- Ecclesiastes: The Traditional Hebrew Text with the New JPS Translation (The Jps Bible Commentary)
- The Song of Songs and the Ancient Egyptian Love Songs
- A Time to Tear Down and a Time to Build Up: A Rereading of Ecclesiastes

## 논문
폭스의 논문은 Academia.edu에서 이용가능하다.

## 같이 보기
- 현창학